# Општина Кажвана (Сучава)
Кажвана (рум. Cajvana) општина је у Румунији у округу Сучава.
Oпштина се налази на надморској висини од 425 m.